# Lineaire combinatie van atoomorbitalen
Een lineaire combinatie van atoomorbitalen of LCAO is een kwantummechanische optelling van atoomorbitalen en een techniek om moleculaire orbitalen te benaderen in de kwantumchemie. In de kwantummechanica wordt de verdeling van elektronen beschreven met behulp van golffuncties. Wiskundig gezien vormen deze golffuncties een basisset waarmee elektronen in een bepaald atoom beschreven kunnen worden. Tijdens een chemische reactie worden de golffuncties aangepast, de verdeling van de elektronen in de ruimte verandert, afhankelijk van de atomen die aan de reactie deelnemen en het soort binding dat gevormd wordt.
De theorie van de LCAO werd in 1929 voor het eerst gebruikt door John Lennard-Jones in de beschrijving van twee-atomige moleculen in de eerste rij van het periodiek systeem van de elementen, maar was al eerder door Linus Pauling gebruikt om het ion H2+ te kunnen beschrijven.
Een wiskundige manier om een LCAO te noteren is:
{\displaystyle \ \phi _{i}=c_{1}\chi _{1}+c_{2}\chi _{2}+c_{3}\chi _{3}+\cdots +c_{n}\chi _{n}}
of
{\displaystyle \ \phi _{i}=\sum _{r}c_{ri}\chi _{r}}
waarin {\displaystyle \ \phi _{i}} een moleculair orbitaal voorstelt, die bepaald wordt door de som van n atoomorbitalen {\displaystyle \ \chi _{r}}, elk vermenigvuldigd met een bij het atoom horende coëfficiënt {\displaystyle \ c_{r}}. Deze coëfficiënten geven de bijdrage aan van het betreffende atoom aan de moleculaire orbitaal en zijn in sommige gevallen leerzaam met betrekking tot de reactiviteit.
De orbitalen worden dus uitgedrukt als een lineaire combinatie van de basisset van één-elektron-functies rond de verschillende kernen van de atomen waaruit de molecule is opgebouwd. Hoewel eigenlijk niet correct, wordt doorgaans gebruikgemaakt van de orbitalen zoals deze voor waterstof gelden, al zijn ook andere oplossingen uitgewerkt. Deze oplossing kunnen echter niet meer als exact worden beschouwd en gelden dus als benaderingen. Voor het waterstofatoom en andere één-elektronsystemen (zoals He+ of H2+) zijn de energieniveaus van de grondtoestand en aangeslagen toestanden exact te berekenen. Voor systemen met meer dan één elektron is het slechts mogelijk de oplossingen te benaderen. Hiertoe zijn verschillende methoden ontwikkeld.